# Holzmühle (Markt Erlbach)
Holzmühle ist ein Gemeindeteil des Marktes Markt Erlbach im Landkreis Neustadt an der Aisch-Bad Windsheim (Mittelfranken, Bayern). Holzmühle liegt in der Gemarkung Kotzenaurach.

## Geografie
Die Einöde liegt an der Mittleren Aurach. Im Westen grenzt das Waldgebiet Baumgarten an, im Nordosten Tiergarten und im Südwesten das Pfaffenholz. 0,75 km östlich liegt die Winterleiten, 0,75 km südlich erhebt sich der Neuberg. Ein Anliegerweg führt nach Kotzenaurach (1,1 km südwestlich).

## Geschichte
Der Ort wurde 1249 erstmals in einer Urkunde erwähnt, in der dem Kloster Heilsbronn der Kauf der in der Nähe gelegenen Äcker „Gereut“ bestätigt wird. 1532 wurde er als „Holtzmul“ erwähnt.
Gegen Ende des 18. Jahrhunderts gab es in Holzmühle zwei Anwesen. Das Hochgericht übte die Herrschaft Wilhermsdorf aus. Die zwei Mühlen hatten das Rittergut Buchklingen als Grundherrn.
Im Rahmen des Gemeindeedikts wurde Holzmühle dem 1811 gebildeten Steuerdistrikt Buchklingen und der 1813 gegründeten Ruralgemeinde Buchklingen zugeordnet. Sie unterstand von 1815 bis 1818 dem Herrschaftsgericht Wilhermsdorf, danach dem Landgericht Markt Erlbach. Die freiwillige Gerichtsbarkeit und die Polizei hatte jedoch bis 1839 das Patrimonialgericht Wilhermsdorf inne.
Am 1. Januar 1972 wurde Holzmühle im Zuge der Gebietsreform in Bayern nach Markt Erlbach eingemeindet.

### Baudenkmal
- ehemalige Sägemühle[10]

### Einwohnerentwicklung
| Jahr      | 001818 | 001840 | 001861 | 001871 | 001885 | 001900 | 001925 | 001950 | 001961 | 001970 | 001987 | 002017 | 002023 |
| Einwohner | 4      | 9      | 9      | 10     | 9      | 9      | 6      | 7      | 6      | 7      | 4      | *3     | *1     |
| Häuser    | 1      | 2      |        |        | 2      | 1      | 1      | 1      | 1      |        | 1      |        |        |
| Quelle    | [ 12 ] | [ 13 ] | [ 14 ] | [ 15 ] | [ 16 ] | [ 17 ] | [ 18 ] | [ 19 ] | [ 20 ] | [ 21 ] | [ 22 ] |        | [ 1 ]  |

## Religion
Seit der Reformation ist der Ort evangelisch-lutherisch geprägt und bis heute nach St. Johannes der Täufer (Neidhardswinden) gepfarrt. Die Katholiken gehören zur Kirchengemeinde Maria Namen (Markt Erlbach), die ursprünglich eine Filiale von St. Michael (Wilhermsdorf) war und seit 2019 eine Filiale von St. Johannis Enthauptung (Neustadt an der Aisch) ist.